# Knud Enemark Jensen
Knud Enemark Jensen (Aarhus, 30 de novembro de 1936 — Roma, 26 de agosto de 1960) foi um ciclista de estrada dinamarquês.

## Biografia
Vítima de acidente vascular cerebral pelo calor excessivo durante a prova dos 100 km contrarrelógio por equipes nos Jogos Olímpicos de 1960, em Roma, a temperatura chegava em cerca de 42°, Jensen caiu e entrou em coma, morrendo pouco tempo depois em um hospital. As análises tóxicas revelaram que ele tinha absorvido várias substâncias de dopagem, incluindo anfetaminas.